# Apoxyria
Apoxyria is een vliegengeslacht uit de familie van de roofvliegen (Asilidae).

## Soorten
- A. americana Carrera, 1955
- A. apicata Schiner, 1866
- A. hirtuosa (Wiedemann, 1821)